# Ducato di Atene

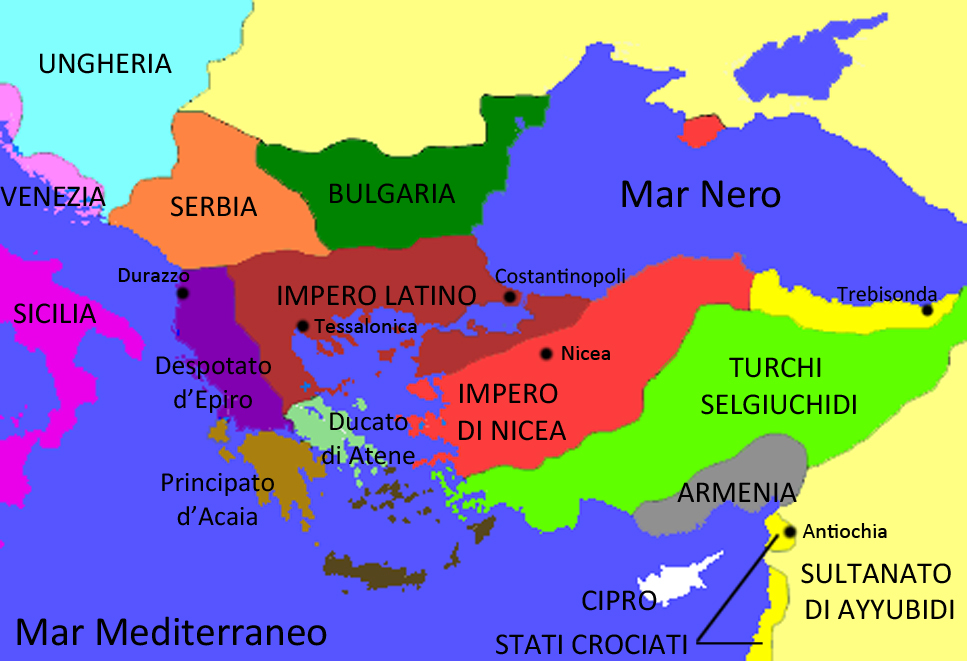
Il ducato d'Atene (grigio) nel 1215.

Il ducato di Atene fu uno degli Stati crociati costituito in Grecia dopo la quarta crociata (1205) a seguito della conquista dell'Impero bizantino. La capitale del ducato fu fissata a Tebe e mantenne una certa importanza fino alla conquista ottomana del 1460.

## Storia
Il primo duca di Atene fu Ottone de la Roche, un condottiero borgognone della quarta crociata, già feudatario della Franca Contea, grazie a Bonifacio del Monferrato. Il titolo, però, fu riconosciuto ufficialmente solo nel 1280.
Atene inizialmente era un vassallo del regno di Tessalonica, ma dopo la cattura del regno da parte del bizantino Teodoro Ducas despota dell'Epiro, il ducato divenne vassallo del principato d'Acaia. Il ducato occupava la penisola attica e si estendeva anche su parte della Macedonia, ma non possedeva le isole dell'Egeo che costituivano un possedimento veneziano. Gli edifici dell'acropoli di Atene fungevano da palazzo per i duchi.
Il ducato venne retto dalla famiglia de la Roche fino al 1308 quando passò a Gualtieri V di Brienne, figlio della cugina di Guido II. Gualtiero assunse un gruppo di mercenari catalani alla scopo di combattere contro gli stati bizantini dell'Epiro e l'Impero di Nicea, ma in seguito cercò di tradirli e ucciderli nel 1311.
In seguito alla battaglia di Halmyros Gualtiero fu sconfitto dagli aragonesi che presero il comando sul ducato. Questi stabilirono la lingua catalana come lingua ufficiale e cambiarono la legislazione di origine bizantina e francese con quella della Catalogna. Al figlio di Gualtiero rimase solo la signoria di Argos e Nauplia dove le sue rivendicazioni sul ducato vennero riconosciute.
Nel 1318/1319 i catalani conquistarono Siderocastro e la Tessaglia meridionale. Così crearono il ducato di Neopatria unendolo a quello di Atene ma parte della Tessaglia venne persa nel 1337 per mano dei serbi.
Il ducato di Atene fu dato dagli aragonesi al regno di Sicilia per il semplice fatto che era una provincia troppo lontana dal regno d'Aragona, mentre per la Sicilia (sulla quale regnava una dinastia cadetta imparentata con la Casa aragonese) era più semplice da amministrare.
Nel 1379 un gruppo di mercenari della Navarra al servizio dell'Impero Latino conquistò Tebe e parte della Neopatria, mentre ai catalani rimase il resto del ducato e dell'Attica.
Dopo il 1381 sul ducato dominarono i re catalani del regno d'Aragona fino al 1388 quando la famiglia fiorentina degli Acciaioli lo comprò. La Neopatria venne occupata nel 1390. I re d'Aragona e poi di Spagna conservarono comunque i titoli di duchi d'Atene e Neopatria.
Dal 1395 al 1402 i veneziani controllarono il ducato. Nel 1444 Atene divenne tributaria di Costantino XI Paleologo, il despota della Morea ed erede al trono bizantino.
Bartolomeo Contarini nobile della repubblica di Venezia del XV secolo sposò Chiara Zorzi, vedova del duca di Atene Neri II Acciaiuoli († 1451), assumendo il titolo di duca di Atene e governando il ducato (1451-1454) in nome del figlio neonato, Francesco I Acciaioli.
Nel 1456, dopo la caduta di Costantinopoli ad opera dell'Impero ottomano il sultano Mehmed II conquistò quello che restava del ducato.

## Duchi di Atene (1205-1435)

### De la Roche
- Ottone de la Roche (1205–1225)
- Guido I de la Roche (1225–1263)

Blasone dei De la Roche come Duchi di Atene

- Giovanni I de la Roche (1263–1280)
- Guglielmo I de la Roche (1280–1287)
- Guido II de la Roche (1287–1308)

### Brienne

Blasone dei Brienne

- Gualtieri V di Brienne (1308–1311)
- Giovanna di Châtillon (1311)
- Ruggero Deslaur (1311–1312)

### D'Aragona di Sicilia
- Manfredi d'Aragona (1312–1317)

Blasone degli Aragona di Sicilia

  - Berengario Estañol (vicario) 1312–1317
- Guglielmo II d'Aragona (1317–1338)
  - Alfonso Federico di Sicilia, signore di Negroponte (vicario) 1317–1338)
- Giovanni d'Aragona marchese di Randazzo (1338–1348)
- Federico I di Atene (1348–1355)
- Federico IV il Semplice di Sicilia (Federico II di Atene) (1355–1377)
  - Ruggero de Flor (vicario) 1362–1370
  - Luigi Federico conte di Salona (vicario) 1375–1380
- Maria di Sicilia (1377–1388) (con Pietro IV d'Aragona dal 1381)

### Acciaiuoli
- Neri Acciaiuoli I (1388–1394)
- Antonio I Acciaiuoli 1394–1395

Blasone degli Acciaiuoli

- Controllo veneziano (1395–1402) (Podestà)
  - Albano Contarini (1395–1397)
  - Lorenzo Venier (1397–1399)
  - Ermoaldo Contarini (1399–1400)
  - Nicolo Vitturi (1400–1402)
- Antonio I Acciaiuoli (1402–1435)
- Neri II Acciaiuoli (1435–1439)
- Antonio II Acciaiuoli (1439–1441)
- Neri II Acciaiuoli (seconda volta) (1441–1451)
- Clara (o Chiara) Zorzi (vedova di Neri II) 1451
- Bartolomeo Contarini (neoconsorte di Clara) 1451–1454
- Francesco I Acciaioli (figlio di Neri II) 1451–1454
- Francesco II Acciaiuoli (figlio di Antonio II) (1455–1458)

## Vicari 1381–1388
- Matteo I Moncada
- Ruggero di Lauria (nipote del ben più celebre Ruggero di Lauria)
- Matteo di Peralta
- Luigi Federico d'Aragona
- Visconte di Rocabertí
- Bernardo di Cordella

## Duchi titolari 1311–1388
Gli eredi di Gualtiero di Brienne, riconosciuti solo nelle città di Argo e Nauplia.
- Gualtieri VI di Brienne 1311–1356
- Isabella di Brienne 1356–1360 con i suoi figli Sohier e Guglielmo d'Enghien
- Guglielmo d'Enghien 1356–1376
- Maria d'Enghien 1376–1388 con suo marito Pietro Cornaro
- alla Repubblica di Venezia